# خورخه لینارس
خورخه لینارس (اسپانیایی: Jorge Linares‎؛ زادهٔ ۲۲ اوت ۱۹۸۵) بوکسور اهل ونزوئلا است.